# Michael Symmons Roberts
Michael Symmons Roberts FRSL (nascido em 1963 em Preston, Lancashire) é um poeta britânico.
Tem publicadas sete coleções de poesia, com Cape (Random House), e venceu o Prémio Forward, o Costa Book Award e o Whitbread Prize for Poetry, além de grandes prémios do Arts Council e Society of Authors. Foi selecionado para o TS Eliot Prize, o Griffin Poetry Prize e o Ondaatje. Escreveu também romances, livros de cordel e textos para oratórios e ciclos de canções. Escreve e apresenta regularmente documentários e dramas para transmissão e é professor catedrático de poesia na Universidade Metropolitana de Manchester.

## Vida e carreira
Michael Symmons Roberts passou a infância em Lancashire antes da família se mudar para o sul, em Newbury, Berkshire, nos anos 70. Estudou numa escola de Newbury, seguindo-se a Colégio Regent's Park, Oxford, para leiturar Filosofia e Teologia. 
Depois de se formar, treinou como jornalista em jornais antes de ingressar na BBC-Cardiff como produtor de rádio em 1989. O seu último posto nessa corporação foi o de produtor executivo e chefe de desenvolvimento de Religião e Ética da BBC, saindo de lá afim de se concentrar na escrita.

## Obra
Venceu o Whitbread Poetry Award de 2004 com Corpus, o seu quarto livro de poemas sendo selecionado para o TS Eliot Prize, o Forward Prize para a melhor coleção e o Griffin Poetry Prize. Havia já recebido o Prémio Gregory da Sociedade de Autores para poetas britânicos abaixo dos 30 anos e o K Blundell Trust Award, e foi pré-selecionado para o TS Eliot Prize com a sua coleção de 2001, Burning Babylon. Em 2007 recebeu o prestigioso Arts Council Writers Award. Em 2012 foi eleito membro da Associação Inglesa, por serviços às artes da linguagem. Em 2014, foi eleito membro da Royal Society of Literature.

## Prémios e honras

### Ganho
- Prémio Eric Gregory (1988)
- Recomendação da Sociedade dos Livros de Poesia (2001)
- Prémio Sandford St Martin Premier (2002)
- Prémio K Blundell Trust (2003)
- Prémio de Confiança de Jerusalém (2004)
- Recomendação da Sociedade dos Livros de Poesia (2004)
- Prémio Whitbread de Poesia (2004)
- Prémio de Escritores do Conselho de Artes (2007)
- Prémio Clarion para Rádio Drama (2008)
- Prémio Royal Music Philharmonic Society [com James MacMillan] (2008)
- Prémio Jerwood de Não Ficção [com Paul Farley] (2009)
- Bolsista da Associação Inglesa (2012)
- Prémio Foyles de Melhor Livro de Ideias [com Paul Farley] (2012)
- Escolha da Sociedade do Livro de Poesia (2013)
- Prémio Forward Poetry Melhor coleção de poesias do ano (2013)
- Prémio Costa Book em Poesia para Drysalter (2013) [1][2]
- Bolsista da Royal Society of Literature (2014)
- Comenda Especial da Sociedade do Livro de Poesia (2016)
- Recomendação da Sociedade do Livro de Poesia (2017)

### Pré-selecionado
- Prémio TS Eliot (2001)
- Prémio TS Eliot (2004)
- Prémio Forward Poetry Melhor coleção de poesias do ano (2004)
- Prémio Internacional de Poesia Griffin (2005)
- Prémio de Saúde Mental (para Drama de Radio) (2008)
- Olivier Awards [com James MacMillan] (2012)
- Prémio Ondaatje [com Paul Farley] (2012)
- Prémio TS Eliot (2013)
- BBC Audio Drama Awards (2014) Melhor drama individual para 'The Sleeper'
- BBC Audio Drama Awards (2015) Melhor drama individual para 'Homens que dormem em carros' na BBC Radio 4
- Tinniswood Award (2015) Melhor roteiro de drama de rádio para 'Homens que dormem em carros' na BBC Radio 4
- Prémio Pórtico (2015)
- Prémio TS Eliot (2017)

## Trabalhos

### Livros
- Soft Keys, ( Secker e Warburg, 1993). ISBN 0-436-41988-2
- Raising Sparks, ( Jonathan Cape, 1999). ISBN 0-224-05902-5 ISBN   0-224-05902-5
- Burning Babylon, ( Jonathan Cape, 2001). ISBN 0-224-06185-2 ISBN   0-224-06185-2
- Fornos de cal, (Redundant Press, 2002). Edição limitada
- O Criador de seu Criador, (Phoenix Poetry Pamphlets, 2002). Edição limitada
- Corpus, ( Jonathan Cape, 2004) (vencedor do prêmio Whitbread Poetry 2004). ISBN 0-224-07342-7 ISBN   0-224-07342-7
- Os milagres de Jesus, (Lion Hudson, 2006). ISBN 0-7459-5194-5 ISBN   0-7459-5194-5 . Ligação oficial a séries de TV
- Alfabeto de Patrick, ( Jonathan Cape, 2006). ISBN 0-224-07596-9 ISBN   0-224-07596-9
- Respiração, ( Jonathan Cape, 2008). ISBN 978-0-224-07802-3 ISBN   978-0-224-07802-3
- O Meio Curado, ( Jonathan Cape, 2008). ISBN 978-0-224-08567-0 ISBN   978-0-224-08567-0
- Terras delgadas: viagens ao verdadeiro deserto da Inglaterra (com Paul Farley ), ( Jonathan Cape, 2011). ISBN 978-0-224-08902-9 ISBN   978-0-224-08902-9
- Drysalter, ( Jonathan Cape, 2013) (vencedor do 2013 Costa Poetry Award). ISBN 978-0-22409359-0 ISBN   978-0-22409359-0
- Poemas Selecionados, ( Jonathan Cape, 2016) ISBN 978-1-910-70242-0
- Mortes dos Poetas, (com Paul Farley ), ( Jonathan Cape, 2017). ISBN 978-0-224-09754-3 ISBN   978-0-224-09754-3
- Mancunia, ( Jonathan Cape, 2017) ISBN 978-1-91121-429-8

### Livros de Cordel selecionados
- Clemency (ópera) [Royal Opera House] [Ópera Escocesa] [Boston Lyric Opera] (compositor James MacMillan ) (nomeado para o Olivier Award 2012)
- O Dorminhoco (ópera) [Ópera Nacional de Gales] (compositor Stephen Deazley )
- The Sacrifice [Ópera Nacional de Gales] (compositor James MacMillan ) (vencedor do Prêmio RPS 2008)
- Partenogênese [amplamente realizada no Reino Unido e no exterior] (compositor James MacMillan)
- Os Pássaros de Rhiannon [comissão da BBC Proms] (compositor James MacMillan)
- Quickening [BBC Proms commission] (compositor James MacMillan)
- Raising Sparks [comissão do Nash Ensemble] (compositor James MacMillan)
- Sun Dogs [comissão do Festival de 3 Coros] (compositor James MacMillan)
- Escolhido (compositor James MacMillan)

### Obras de transmissão selecionadas
- BBC Radio 4 encomendou drama - 'Brimstone' - para 'Afternoon Play' - 2000
- BBC Radio 4 encomendou drama - 'Cleaning the Pipes' - para 'Fact to Fiction' - 2006
- BBC Radio 3 encomendou drama - 'Soldiers in the Sun' - 2007
- BBC Radio 4 encomendou drama - 'Worktown' - para 'Afternoon Play' - 2008
- BBC Radio 4 encomendou o drama - 'Breath' - adaptação do romance de MSR para 'Friday Play' - 2008
- BBC Radio 3 encomendou drama - 'Idylls of the King' - adaptação do poema de Tennyson - 2009
- BBC Radio 4 encomendou o drama - 'A Man in Pieces' - para 'Afternoon Play' - 2010
- BBC Radio 3 encomendou drama - 'Migrant Mother' - 2010
- Comissão da Rádio 4 da BBC - 'Last Words' - poema para marcar o 1º aniversário do 11 de setembro, interpretado por Sir Antony Sher, com música de John Harle.
- A BBC Radio 4 / World Service encomendou um poema para o Dia de Hiroshima - 'Uma temível simetria'. Com Fiona Shaw, Robert Tear e BBC Philharmonic. Música James Whitbourn.
- Comissão da Rádio 2 da BBC - 'Eis o Homem' - biografia de 6 partes de Jesus. Realizado por Derek Jacobi, repetido no Serviço Mundial da BBC.
- Comissão da Rádio 4 da BBC - 'The Wounds' - poema da Sexta-feira Santa, interpretado por Simon Russell Beale, com música de James Whitbourn.
- Comissão da Rádio 4 da BBC - 'The Hurricane' - poema para Pentecostes, interpretado por Fiona Shaw, com música de James Whitbourn.
- A BBC Radio 4 encomendou um poema - 'Crossing the Dark Sea' com o compositor James Whitbourn, para marcar o aniversário do Dia D. Com Christopher Eccleston e Katherine Jenkins.
- BBC Radio 4 encomendou poema - 'Noites Brancas'
- A BBC Radio 4 encomendou um poema para o programa 'Today' no Dia Nacional da Poesia.
- Comissão da Rádio 2 da BBC - 'Anno Domini' - 11 partes da história do cristianismo na Grã-Bretanha, realizada por Derek Jacobi.
- Comissão da Rádio 4 da BBC - 'A Higher Place' - redatora e apresentadora de séries nas Montanhas Sagradas do mundo.
- Comissão da Rádio 2 da BBC - redatora e apresentadora de 'Landscape of Remembrance', sobre os poetas da Primeira Guerra Mundial.
- Comissão da Rádio 4 da BBC - 'Hound of Heaven' - sobre o poeta vitoriano Francis Thompson.
- Comissão da Rádio 2 da BBC - 'The Good Book' - série de 6 partes sobre a Bíblia.
- Comissão da Rádio 4 da BBC - 'The Chair' - sobre poesia galesa.
- BBC Radio 4 escritor e apresentador do documentário 'The Cross'.
- Escritor da BBC Radio 2 da série de seis partes 'Sacred Nation' - uma história da Inglaterra multi-religiosa, apresentada por Christopher Eccleston
- O escritor da BBC Radio 3 e apresentador de 'Elegia' - apresenta sobre a história e o significado da elegia poética.
- Escritor da BBC Radio 3 e apresentador de 'Utopian Pessimist' - reportagem sobre Simone Weil.